# Alfred Ghiro
Alfred Ghiro (geb. 13. August 1968, Baro, Makira, British Solomon Islands Protectorate) ist ein Politiker in den Salomonen.

## Leben
Alfred Ghiro wurde in Baro, Makira, geboren und begann seine Karriere in der nationalen Politik mit der Wahl ins Nationalparlament für den Wahlkreis East Makira in den Wahlen im August 2010. Er trat für die Democratic Party an. Die Demokraten errangen dreizehn der fünfzig Sitze, womit sie die größte Fraktion im Nationalparlament wurden. Allerdings konnte der Parteiführer Steve Abana keine Unterstützung einer parlamentarischen Mehrheit herstellen und wurde daher nur Leader of the Opposition in Premierminister Danny Philips Regierung. Abana ernannte sein Shadow Cabinet und machte Ghiro darin zum Shadow Minister für Provincial Government and Institutional Strengthening.
Später lief Ghiro über zur parlamentarischen Mehrheit und wurde Hinterbänkler der Regierung, obwohl er zur wichtigsten Oppositionspartei gehörte. Dann wechselte er am 20. August 2011 zusammen mit mehreren Ministern wieder zur Opposition. Als diese Minister sich im folgenden Monat wieder der Regierung anschlossen, folgte er am 21. Februar.
Als Philip im November 2011 abgesetzt wurde und Gordon Darcy Lilo Premierminister wurde, ernannte er Ghiro als Minister for Public Service. Um den 1. März 2012 beförderte Lilo Ghiro auf die Position des Minister for Fisheries, wobei er sein Portfolio mit Bradley Tovosia tauschte.
Ghiro verlor seinen Sitz für East Maikra in den Wahlen 2019 an Charles Maefai, einen unabhängigen Politiker.